# パレットタウン大観覧車

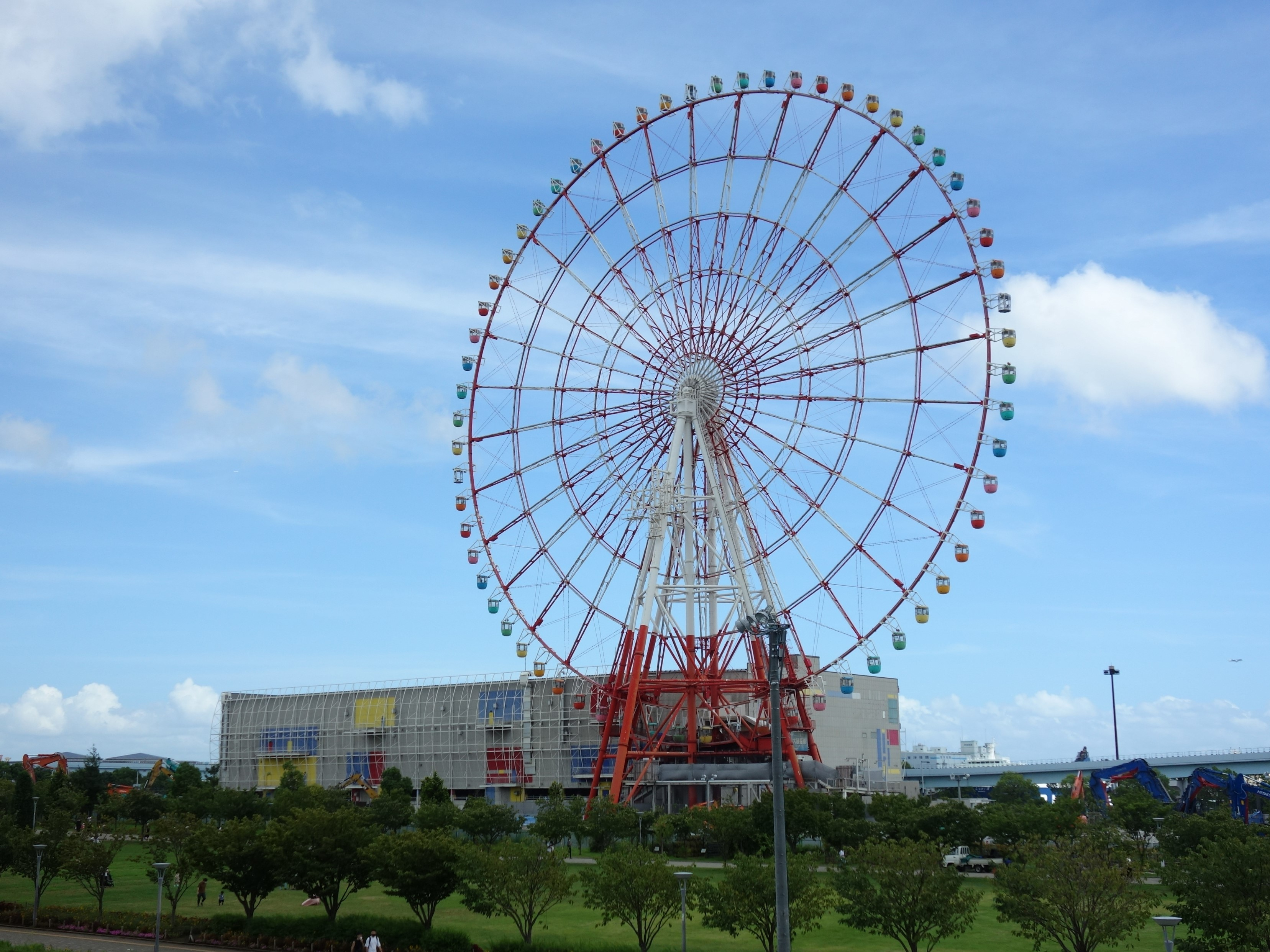
パレットタウン大観覧車

パレットタウン大観覧車（パレットタウンだいかんらんしゃ）は、東京都江東区青海一丁目に立地するパレットタウン内にあった観覧車である。サノヤス・ライド株式会社が所有・管理をしており、サノヤス・ライドサービス株式会社が運営していた。

## 概要
パレットタウンと共に1999年3月に開業した。日本最大級の観覧車で、羽田空港や西新宿の超高層ビル群など東京を一望することができた。2013年3月にイルミネーションの改修工事が終了し、春夏秋冬の四季をイメージしたイルミネーションを季節ごとに点灯させることが可能であった。観覧車からの眺望は抜群で「観覧車から見る夜景NO.1」や日本の展望スポットベスト20に選ばれたこともあった。
全64台のうち4台は、骨組み以外は透明のシースルーゴンドラを採用していた。
ゴンドラに乗る前に記念撮影をすることができた。詳細は公式サイト「フォトサービス」を参照。
1999年の開業時、大阪市・天保山ハーバービレッジにある天保山大観覧車を上回る世界最大の観覧車となったが、翌年開業したロンドン・アイに世界最大の座を明け渡した。

パレットタウン全体の再開発計画により、当観覧車も2022年8月末に営業を終了。翌9月より解体工事が開始され、11月末時点で解体が完了している。
解体後は、同年12月24日から長野県大町市の鹿島槍スキー場に当観覧車の一部のゴンドラが設置されている。メディアの取材に応じた鹿島槍スキー場によれば、お台場の観覧車は法律の改正で観覧車そのものを国内で移設することは難しく、コロナ禍で海外から視察に来ることができなかったためスクラップ（廃棄）が決まっていたという。しかし、「ゴンドラは耐久性に問題がなかったため、ノンスキーヤーでも雪遊びを楽しめる『冬のテーマパーク化』を進めている鹿島槍スキー場に遊園地の要素を取り入れるため、前所有者から無償でおゆずりいただくこととなりました」と回答している。翌2023年5月18日には、栃木県那須町の那須ハイランドパークにも一部ゴンドラが設置されている。

## 施設仕様
- 直径：100m／高さ：115m
- ゴンドラ数：64台（うち4台はシースルーゴンドラでエアコン付き）
- 搭乗時間：1周16分
- 定員：6人（乳幼児含む。シースルーゴンドラは4人）

## 営業時間・料金
- 公式サイト「営業時間・料金のご案内[リンク切れ]」を参照。

## アクセス
- ゆりかもめ青海駅から徒歩2分（直結）。
- りんかい線東京テレポート駅から6分。
- 都バス急行05系統、急行06系統「パレットタウン前」下車、徒歩3分。

## ギャラリー

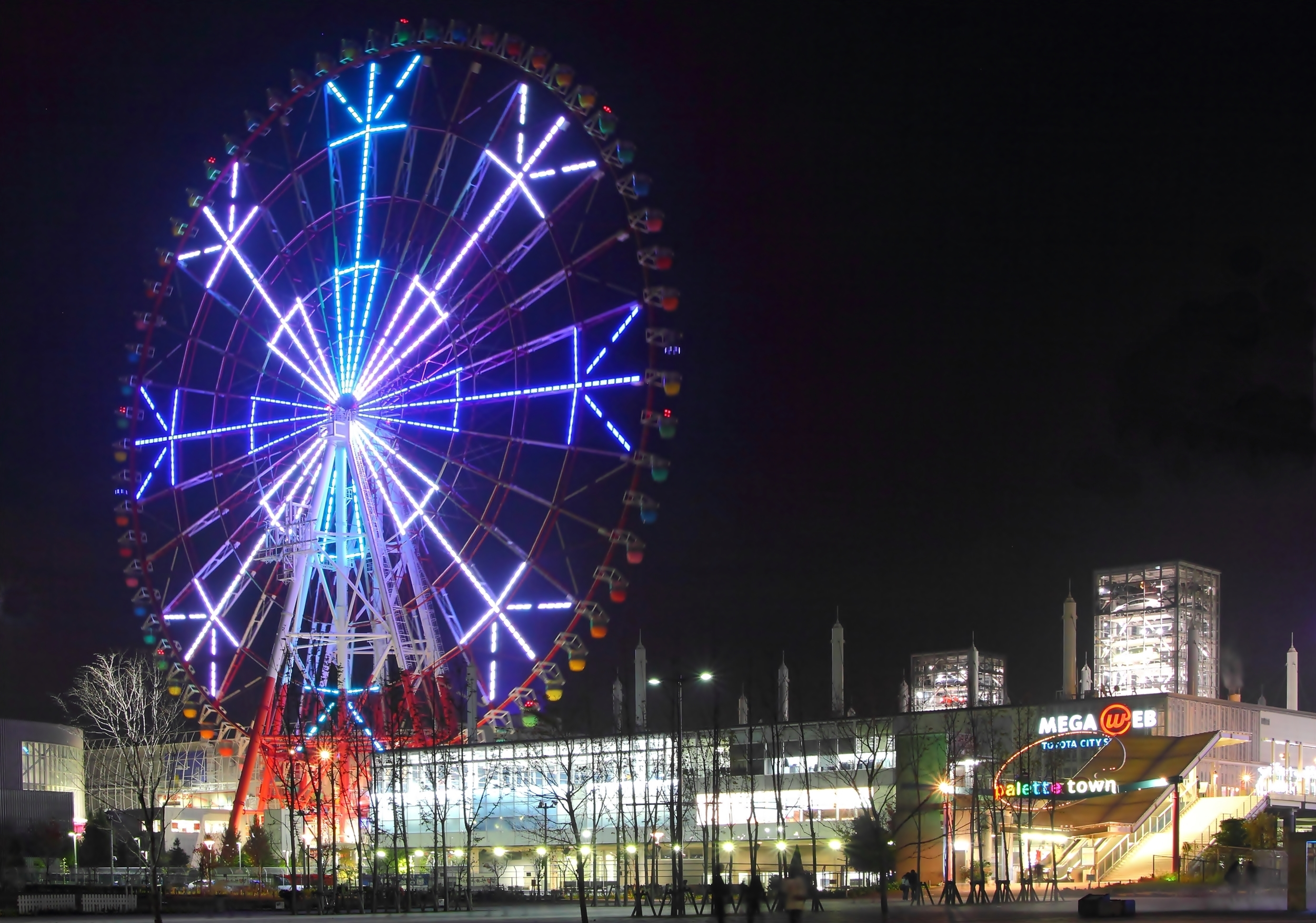
夜の大観覧車
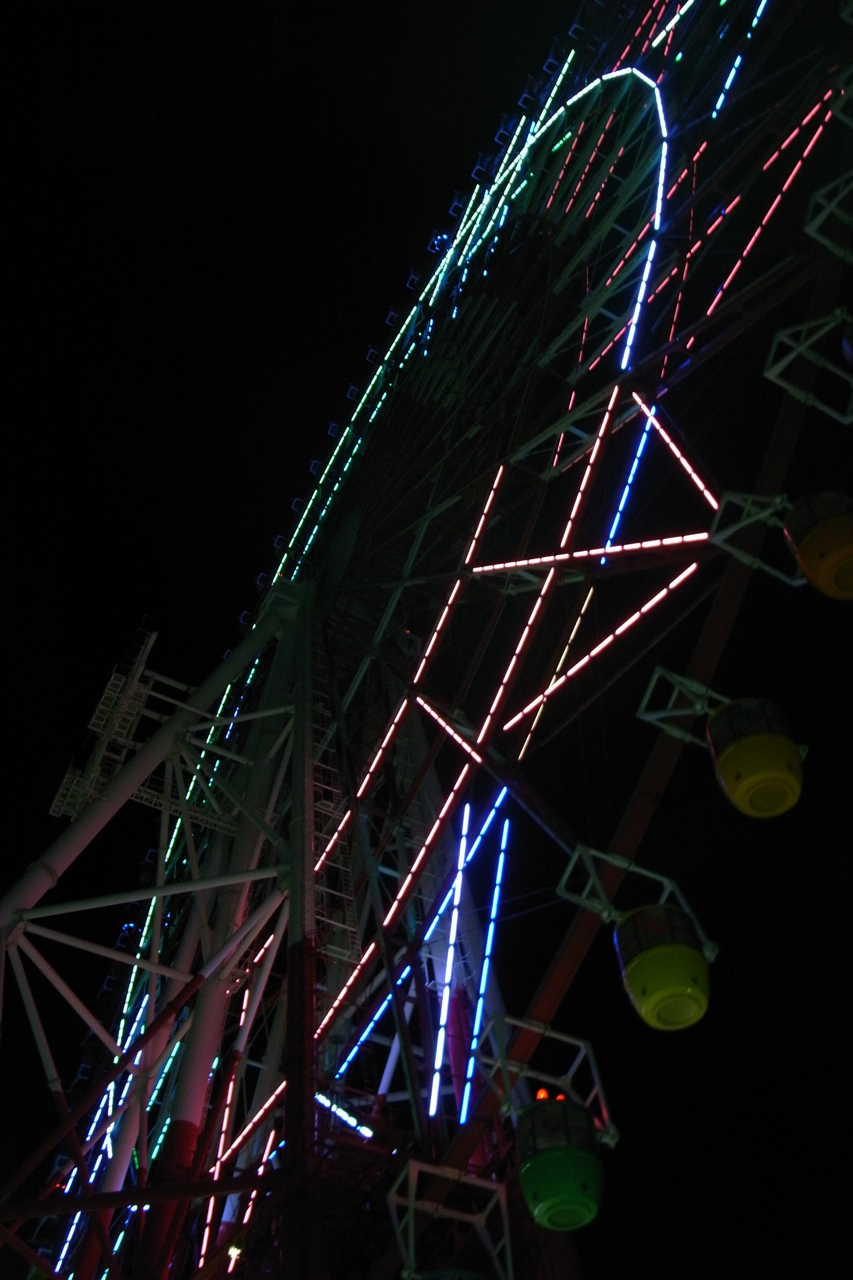
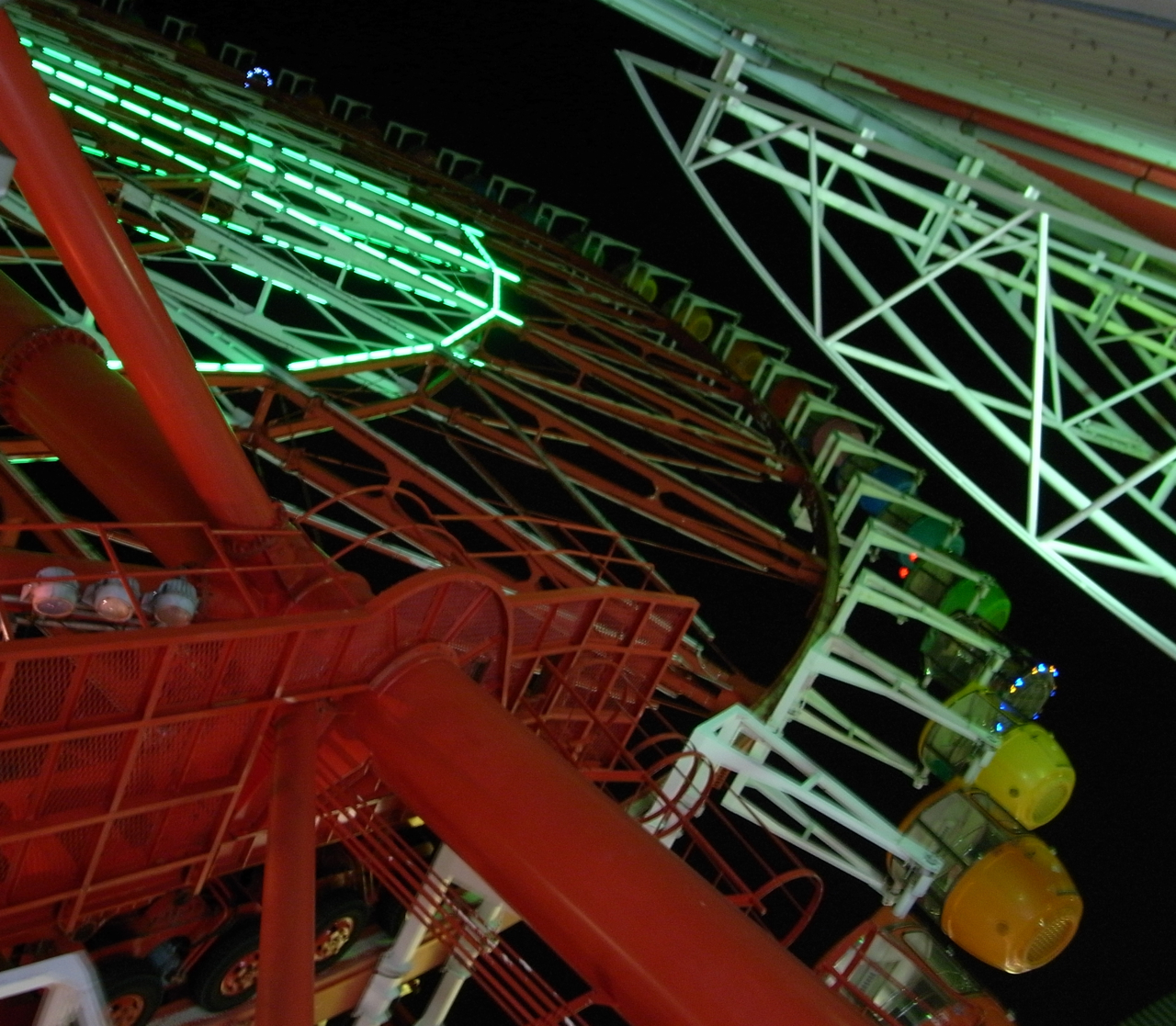
下から見た大観覧車
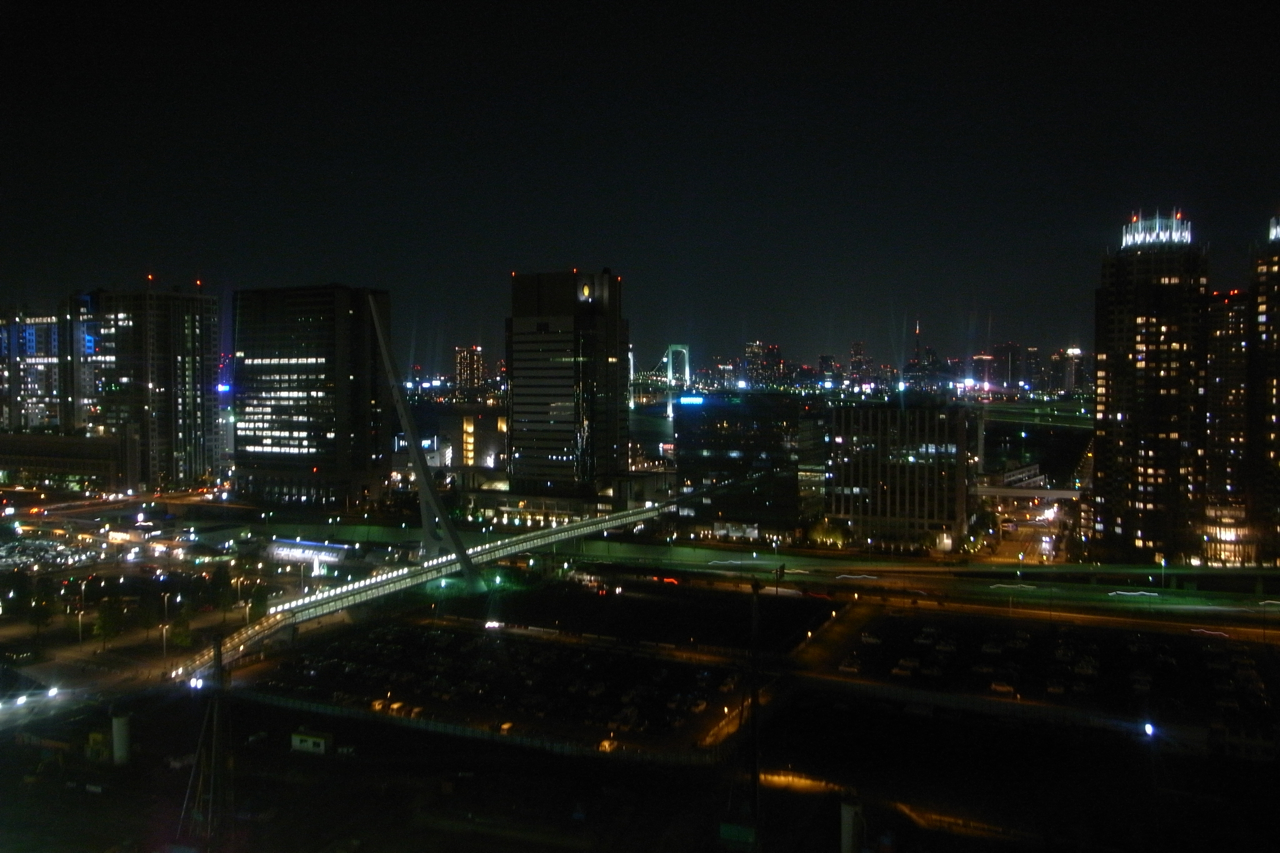
観覧車からの夜景
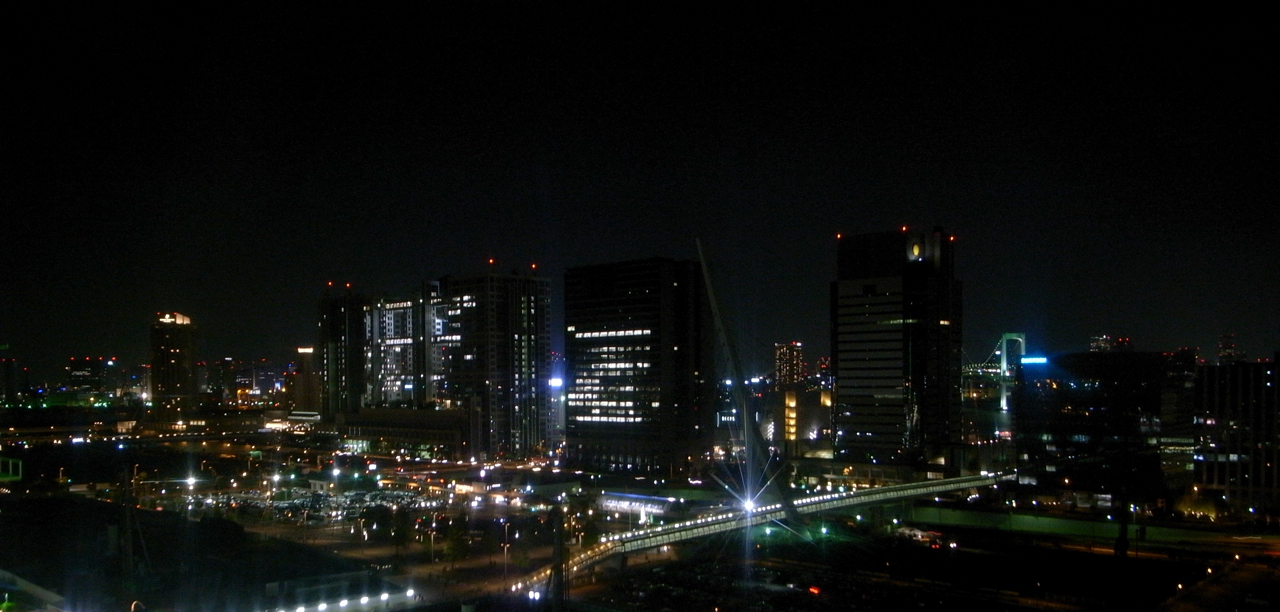
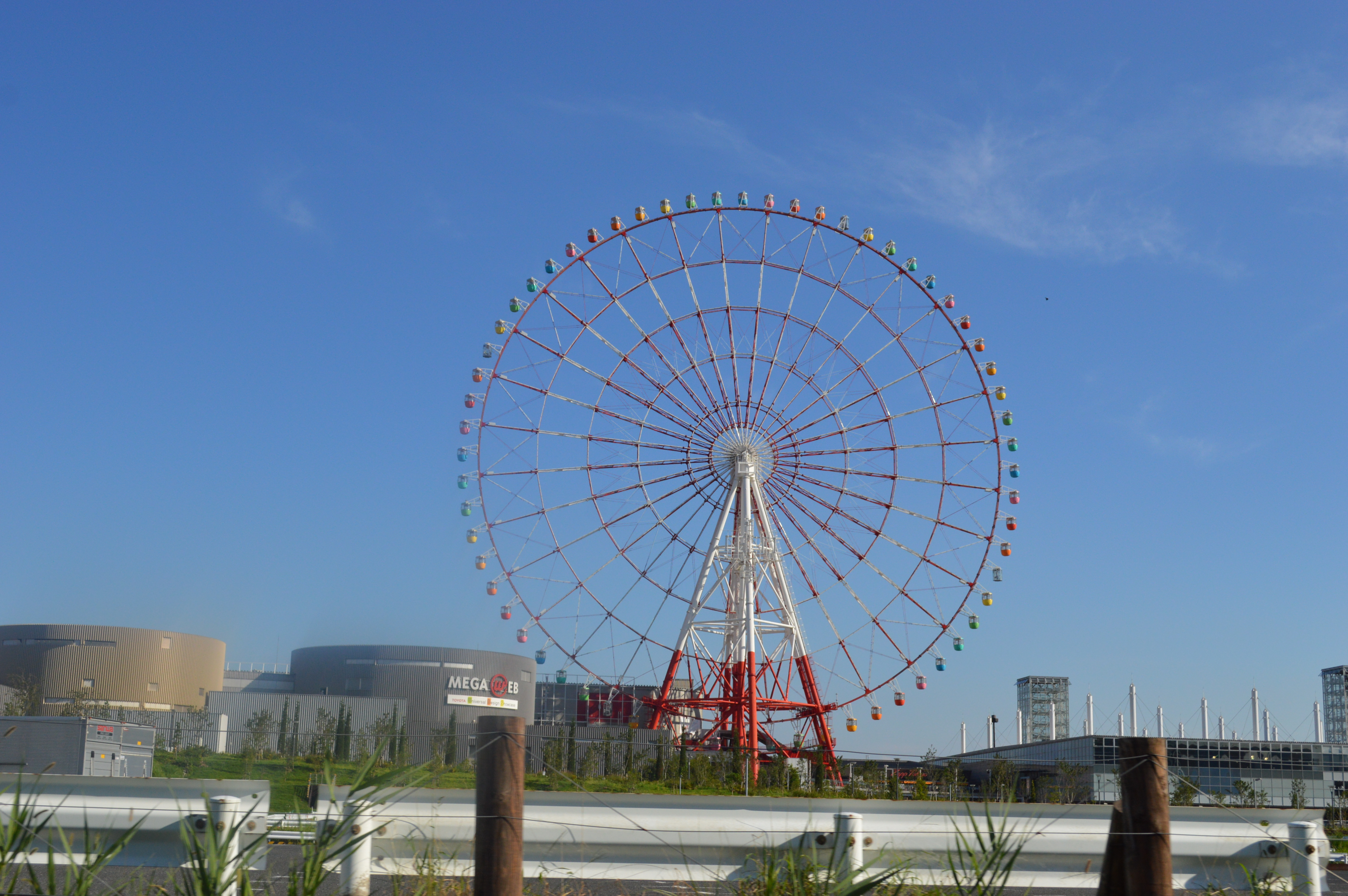
沿道から見た大観覧車